# Scipione Stella
Scipione Stella (1558 ? – Napoli, 1622) è stato un compositore italiano.
Non va confuso con un altro membro del circolo di Carlo Gesualdo, Scipione Dentice.

## Biografia
Stella studiò alla Chiesa dell'Annunziata a Napoli presso la quale fu organista nel period 1583-1590 per passare poi al servizio di Gesualdo.
Alla morte di quest'ultimo assunse il nome di padre Pietro Paolo, come membro dei padri Teatini presso la Basilica di San Paolo Maggiore.
Pochissime delle sue opera per strumenti a tasiera è giunta fino a noi, e lavori a lui attributi (pezzi strumentali, mottetti e madrigali spirituali) vengono spesso confusi con quelli di Scipione Dentice. La collezione personale dei madrigali di Stella è andata perduta.

## Opere
- Inni a 5 voci, Naples 1610. Edition[2] e CD[3] Flavio Colusso.